# Габриэлла Тереза Мария
Габриэлла Тереза Мария Гримальди (фр. Gabriella Thérèse Marie Grimaldi; род. 10 декабря 2014, Жарден-Экзотик) — принцесса Монако, графиня де Карладес.

## Биография
Родилась 10 декабря 2014 года вместе со своим братом Жаком Оноре Ренье в Монако, у князя Альбера II и княгини Шарлен. Роды прошли путём кесарева сечения. Принцесса на две минуты старше своего брата-близнеца. Является второй в очереди на трон Монако.
10 мая 2015 года была крещена в Соборе Святого Николая в Монако.
В мае 2022 года вместе с матерью посетила Неделю моды в Монако, где участвовала в церемонии награждения. 

## Награды
- Гранд-офицер ордена Гримальди (10 мая 2015 года)[8]